# Estació de trens de Troisvierges
L'Estació de trens de Troisvierges (en luxemburguès: Gare Ëlwen; en francès: Gare de Troisvierges, en alemany: Bahnhof Ulflingen) és una estació de tren que es troba a Troisvierges, al nord de Luxemburg. La companyia estatal propietària és Chemins de Fer Luxembourgeois. L'estació està situada en el ramal ferroviari de la línia 10 CFL, que connecta la ciutat de Luxemburg amb el centre i nord del país. És l'última estació de la línia a Luxemburg, abans de passar a Bèlgica en el seu camí a Gouvy.
L'estació de Troisvierges va ser el punt de desembarcament de soldats alemanys l'1 d'agost de 1914, al començament de la Primera Guerra Mundial. Aquesta acció va ser la primera invasió amb relació a la sobirania de Luxemburg durant el conflicte, en el qual Alemanya va ocupar Luxemburg durant més de quatre anys.

## Servei
Troisvierges rep els serveis ferroviaris pels trens de Intercity (IC) i Regional Express (RE) amb relació a la línia 10 CFL entre Luxemburg i Troisvierges, o Gouvy i Liers (Bèlgica)